# Sonata para piano n.° 8 (Prokófiev)

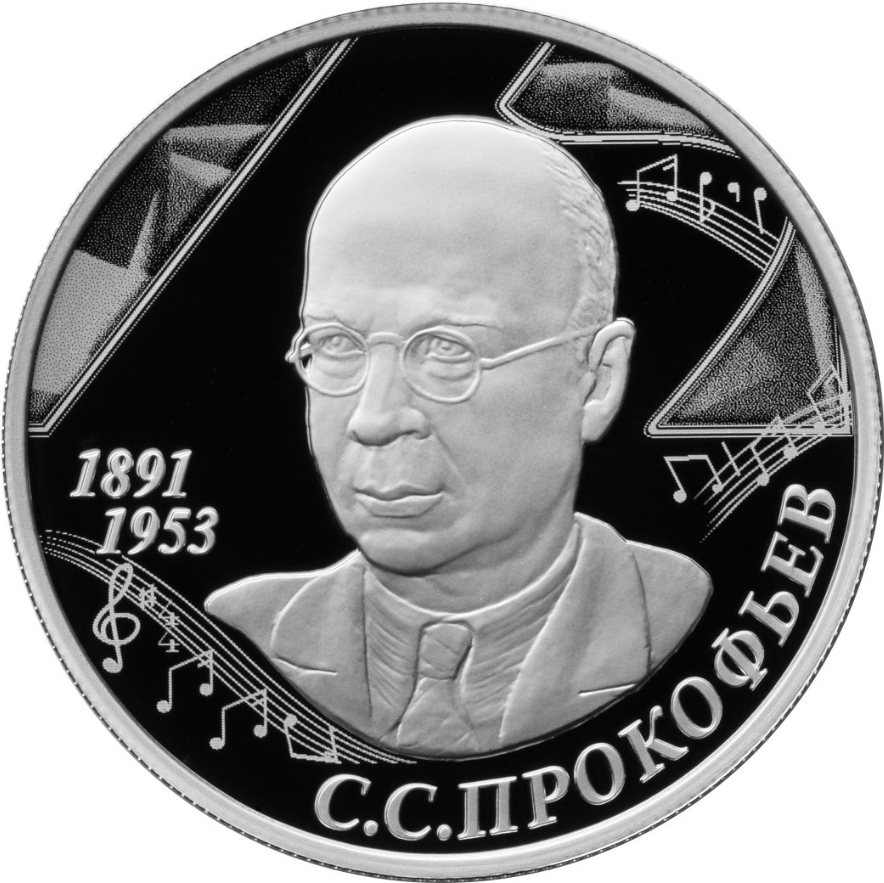
Medalla conmemorativa 2016

La Sonata n.º 8 para piano en si bemol mayor, op. 84 es la octava sonata para piano del compositor ruso Sergéi Sergeevich Prokófiev, compuesta en los años de guerra 1939-1944.

## Historia de la composición
Prokófiev compuso los primeros temas de la Octava Sonata en el verano de 1939 en Kislovodsk . La obra está dedicada a Mira Mendelssohn, con quien la relación del compositor en ese momento se hizo más estrecha  .
Prokófiev pasó los años de la Gran Guerra Patria evacuado, y en el verano de 1944 descansó con otros compositores en la Casa de la Creatividad de la Unión de Compositores cerca de la ciudad de Ivanovo en el pueblo de Afanasovo a orillas del río Kharinka .  Los trabajos de composición de la Octava Sonata se completaron en un pueblo vecino. En la última página del manuscrito, el compositor anotó la duración de su interpretación de la obra (28 minutos) y la fecha de su finalización: “Ivanovo-Sortirov[ochno]. Granja avícola. 29 de junio de 1944."
Esta obra forma parte de la llamada tríada de sonatas creadas en vísperas y durante la guerra, incluidas las sonatas para piano Sexta, Séptima y Octava. Las tres sonatas se iniciaron en 1939 y se compusieron inicialmente simultáneamente. Un fragmento de la primera y segunda parte de la Octava Sonata aún inacabada de Prokófiev fue tocada en su cumpleaños el 23 de abril de 1944 en presencia de sus amigos N. Ya. Myaskovsky, SI Shlifshtein, LT Atovmyan y Mira Mendelssohn . El 9 de julio de 1944, en un pueblo vecino de Afanasofo, a la primera interpretación para un círculo reducido asistieron Reinhold Gliere, Dmitry Kabalevsky, Nina Makarova y Mira Mendelssohn . El 25 de julio, Prokófiev volvió a tocar la nueva composición para sus colegas Aram Khachaturian, Dmitry Shostakovich, Dmitry Kabalevsky y Nina Makárova .
La Sonata n.° 8 de Prokófiev representa un contraste significativo con su predecesora, la Sonata n.° 7 (op. 83), a pesar de repetir su tonalidad de si bemol mayor. En la Octava Sonata, al igual que en la Quinta Sinfonía, el compositor utilizó material de la música para la película inédita “La dama de picas”, dirigida por M. I. Romm .

## Movimientos
- I. Andante dolce
- II. Andante sognando
- III. Vivace

### I. Andante dolce – Allegro moderato
El movimiento comienza con un tema lírico. La clave es si ♭ mayor, pero el sentido de la tonalidad es débil debido a las frecuentes modulaciones de Prokófiev en claves remotas. El siguiente es un tema en sol menor que pasa por una serie de modulaciones que preparan la sección de desarrollo. La sección de desarrollo es tonalmente inestable y está impulsada por ritmos motores. Surge otro tema, que conduce a una repetición del primer tema, seguida de una repetición truncada de la sección de desarrollo, esta vez en si bemol menor. El movimiento termina en si♭ mayor.

### II. Andante sognando
En este breve movimiento, Prokófiev utiliza un tema de su adaptación melodramática de Eugene Onegin, entonces no interpretada. El segundo movimiento, Andante sognando está planteado en re bemol mayor y se caracteriza por cambios tonales extremadamente orgánicos.

### III. Vivace
Suavemente lírica en su tono general, la sonata plantea un Vivace final como contraste rítmico. La clave de re bemol reaparece en el Allegro ben marcato, un movimiento lleno de considerable fuerza rítmica. Enriquecida con la diversidad y desarrollo tonal y temático, la Sonata regresa al si bemol original para el enfático final.
El movimiento comienza con un tema conductor en varios arpegios, introduciendo uno de los temas principales, en si♭ mayor. La tonalidad es débil, ya que el siguiente tema está en la menor. Después de un breve regreso a si♭ mayor, introduce otro tema en clave de si mayor. Luego entra otro tema, éste en do mayor. Después de la sección inicial, la pieza entra en una porción parecida a un vals en re♭ mayor. El movimiento pasa a una sección mucho más tranquila, alternando en re♭ mayor y do sostenido menor. A lo largo de esta sección, la mano izquierda incluye referencias a la sección tipo vals. Luego, después de esta sección, regresa el tema en la menor, integrando el regreso del tema de apertura. La sección final combina casi todos los elementos anteriores. La tonalidad aún es débil. Entra el tema de do mayor, transpuesto a si♭ mayor. Luego regresa el tema de la menor, también transpuesto a si♭ mayor. Hay un tema nuevo, que llega a una coda en si♭ mayor.

## Interpretaciones
- 1944 - 6 de octubre, interpretada por el autor en la Unión de Compositores Soviéticos de Moscú. Esta fue la última actuación pública del compositor y pianista, en la que presentó dos veces su nueva Sonata n.º 8.
- 1944 - 30 de diciembre estreno en concierto de Emil Gilels en el Gran Salón del Conservatorio de Moscú.
- 1945 – Vladimir Horowitz la estrenó en Estados Unidos.

Siendo el primer intérprete, el legendario Emil Gilels la interpretó muchas veces en todo el mundo, aparte de grabaciones de estudio y de conciertos. Yakov Flier escribió: “Es imposible olvidar cómo suena el pianista uno de los “bloques” más brillantes y profundos de Prokófiev: la Octava Sonata. ¡Ésta es una de las creaciones típicas de interpretación del gigante musical Emil Gilels!.
Sviatoslav Richter íntimo amigo del compositor, incluyó la Octava Sonata en su programa y su interpretación en el Concurso de Piano de la Unión donde obtuvo el primer puesto, y en 1962 realizó una de las mejores grabaciones de estudio de esta obra de Prokófiev. A lo largo de los años, la sonata ha sido interpretada por pianistas tan famosos como Andrei Gavrilov, Vladimir Ashkenazy, Grigory Sokolov, Alexey Sultanov, Lazar Berman, Evgeny Kissin y otros.

## Calificaciones
“...en el otoño de 1944, Prokófiev le entregó a Gilels el manuscrito de la Octava Sonata, la más compleja y significativa de todas las que compuso. Gilels la aprendió rápidamente y dos meses después, el 30 de diciembre, en vísperas del año victorioso de 1945, la interpretó brillantemente en su concierto en la Gran Sala del Conservatorio".
A menudo se cita la valoración que hace Sviatoslav Richter de la obra: “Es la más rica de las sonatas de Prokófiev. Tiene una vida interior compleja con oposiciones profundas. Por momentos parece congelarse, escuchando el inexorable paso del tiempo. La sonata es algo difícil de entender, pero llena de riqueza, como un árbol cargado de frutos. Junto con la Cuarta y la Novena, sigue siendo mi composición favorita. Gilels la interpretó magníficamente en el Gran Salón en su concierto en solitario"  .